# Laguna Larga (sjö i Argentina, Chubut)
Laguna Larga är en sjö i Argentina.   Den ligger i provinsen Chubut, i den sydvästra delen av landet, 1 500 km sydväst om huvudstaden Buenos Aires. Laguna Larga ligger 809 meter över havet. Arean är 1,9 kvadratkilometer. Den sträcker sig 2,5 kilometer i nord-sydlig riktning, och 1,8 kilometer i öst-västlig riktning.
I omgivningarna runt Laguna Larga växer i huvudsak blandskog. Runt Laguna Larga är det mycket glesbefolkat, med 4 invånare per kvadratkilometer.